# Michail Fradkov
Michail Jefimovitj Fradkov (ryska: Михаил Ефимович Фрадков, IPA: [mʲɪxɐˈil jɪˈfʲiməvʲɪtɕ frɐtˈkof]), född 1 september 1950 i Kujbysjev, Ryska SFSR (idag Samara, Ryssland) är en rysk politiker. Han var Rysslands premiärminister mellan 2004 och 2007, och därefter chef för Ryska federationens yttre underrättelsetjänst (SVR) mellan 2007 och 2016.

## Biografi
Fradkov tog ingenjörsexamen i Moskva 1972, och tjänstgjorde 1973–75 vid Sovjetunionens ambassad i Indien. Efter Sovjetunionens upplösning utnämndes han 1991 till Rysslands representant vid GATT i Genève. Därefter kom Fradkov att inneha flera ministerposter under 1990- och 2000-talet: åren 1992–97 var han vice utrikeshandelsminister, 1997–99 utrikeshandelsminister, och 1999–2001 handelsminister. År 2001 utsågs han till chef för den federala skattepolisen, och 2003–04 var han Rysslands sändebud till EU.
I mars 2004 blev Fradkov utsedd till premiärminister av president Vladimir Putin. I oktober 2007 ersattes han av Viktor Zubkov, och utsågs till chef för Ryska federationens yttre underrättelsetjänst. Fradkov efterträddes i oktober 2016 av Sergej Narysjkin, och utsågs i januari året därpå till chef för Ryska institutet för strategiska studier i Moskva.
Efter den ryska annekteringen av Krimhalvön 2014 införde EU i mars 2014 sanktioner mot ett antal personer inom och med koppling till Rysslands regering, däribland Fradkov. Även USA införde sanktioner mot honom 2018.